# Ballroomdans

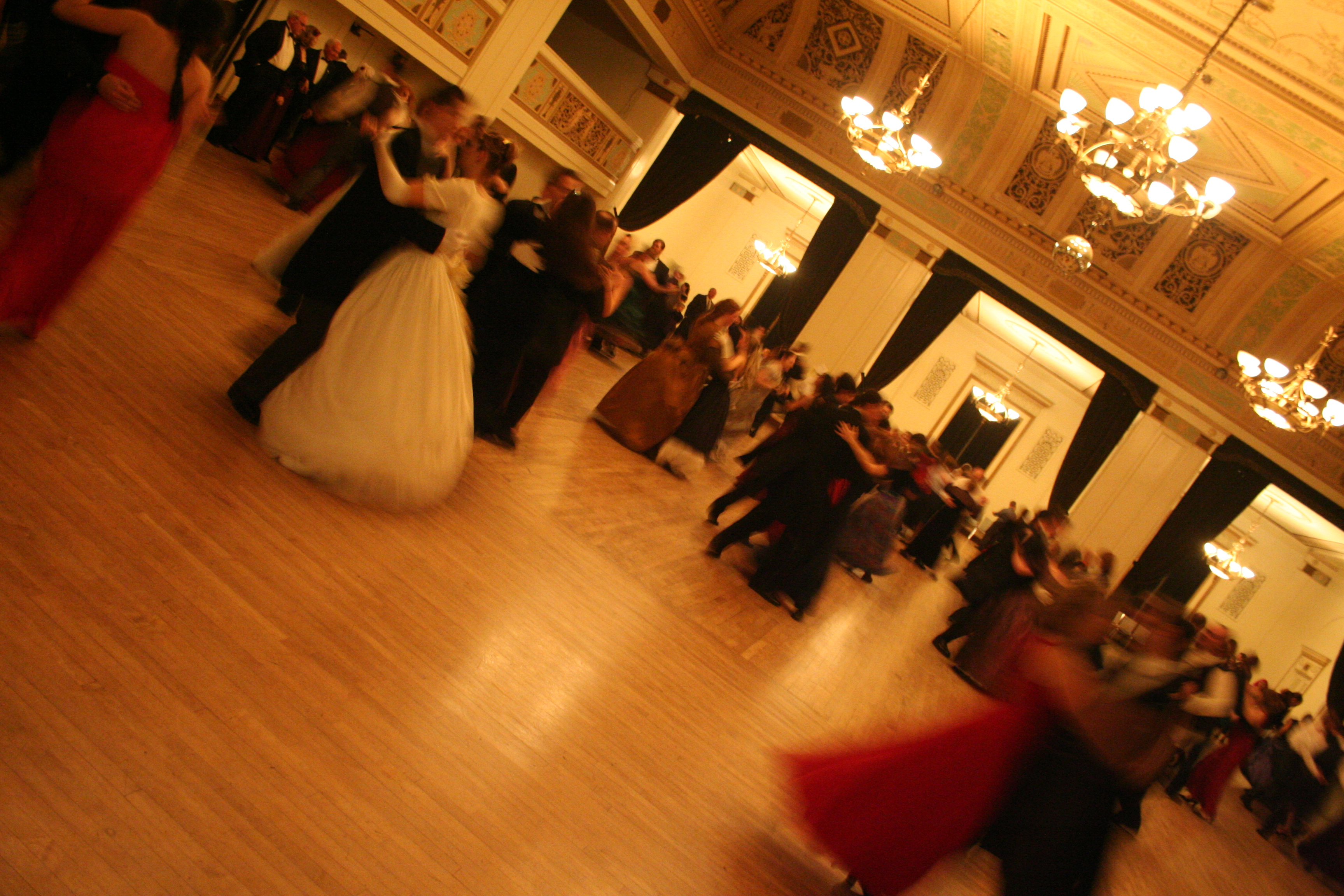
Gaskell Ball

Ballroomdansen, Ballroom of standaarddansen is de verzamelterm voor een bepaalde stroming van stijldansen die gedanst worden volgens dezelfde stijl. In het Engels worden met de term ballroom dances alle stijldansen aangeduid. In het Nederlands bedoelt men alleen het 'standaarddansen'. 
De internationale standaarddansen zijn de Engelse wals, tango, quickstep, slowfox en Weense wals.
De ballroomdansen verschillen op vele punten met de Latijns-Amerikaanse dansen, zoals in de houding. Ook zijn alle ballroomdansen 'progressief'. Dit wil in deze context zeggen dat er met de dans afstand wordt afgelegd over de dansvloer en men (tegen de klok in) rond de dansvloer danst.
Meestal worden de figuren in de ballroomdansen volgens een bepaald programma gedanst, maar in principe kunnen de meeste figuren in willekeurige volgorde na elkaar gedanst worden.

## Standaardisatie
De techniek van de standaarddansen is vastgelegd door Alex Moore. Deze Engelsman heeft alle standaarddansen ontleed en een notatie ontwikkeld die nog steeds gebruikt wordt als studiemateriaal door de internationale danswereld.

## Houding
Bij de ballroomdansen danst men in paren in een strakke, rechte houding. De dame en heer staan met de rechter dij tegen elkaar aan en naar voren of naar achter bewegen gebeurt 'vanuit' de dij. Op deze manier geeft de persoon die naar voren beweegt aan de ander aan hoe ver en hoe snel hij of zij moet lopen. De heer en dame kijken elkaar niet aan, maar kijken doorgaans links langs elkaar. Het bovenlichaam blijft boven de heupen. Er worden dus niet zoals in de Latijns-Amerikaanse dansen bewegingen gemaakt met de heupen. Met de armen vormen dame en heer een frame. Er is echter minder spanning aanwezig in de armen dan bij latin het geval is.
De houding wordt gemaakt door breed en rechtop tegenover elkaar te gaan staan. Vervolgens reikt de heer zijn linkerarm bijna gestrekt uit naar de dame. Deze loopt naar de heer, brengt haar rechterdij tegen de zijne, reikt haar rechterarm en vouwt haar rechterhand in zijn linkerhand. Vervolgens vouwt de heer zijn rechterarm om de dame en legt zijn rechterhand op het schouderblad van de dame. Als laatste legt de dame haar linkerhand op de rechterschouder van de heer en houdt haar linkerarm tegen de arm van de heer. Het is hierbij niet de bedoeling dat de dame gaat leunen op de heer, de sierlijke houding waarin de dame schuingebogen staat kan enkel worden bereikt wanneer zij volledig zelf stabiel is.
De tango heeft een nog iets aangepaste houding ten opzichte van de andere ballroomdansen. Bij de tango zakken dame en heer een klein beetje door de knieën om zo 'dicht bij de grond te dansen'. Verder houdt de dame haar linkerhand vlak en houdt ze haar duim net onder de oksel van de heer, zodat ze een soort van plateau met haar hand maakt. De rechterhand van de heer ligt lager en meer in het midden van de rug van de dame en de vingers van de rechterhand wijzen meer naar beneden.